# Owen Kasule
Owen Kasule (Kampala, 3 de marzo de 1989) es un futbolista ugandés que juega como  mediocampista para el Bunamwaya SC de la Superliga de Uganda así como para el seleccionado de su país. 

## Vida personal
Owen jugó para el equipo de la Escuela Standard Zana que ganó el prestigioso Torneo Copa Coca-Cola en Uganda. El equipo incluía otros seleccionados nacionales tales como Hassan Wasswa, Patrick Ochan, Vincent Kayizi y Joseph Kabagambe.

## Carrera en clubes

### Kampala City Council FC
Owen inició su carrera profesional en el Kampala City Council FC, debutando durante la temporada 2006/07. En el 2008 fue el goleador del equipo con 12 anotaciones. Obtuvo muy buenas críticas por su juego, convirtiéndose en el mejor jugador.

### Bunamwaya SC
Fue contratado en el 2009 a pedido de Lawrence Mulindwa que estaba construyendo un equipo con los mejores jugadores jóvenes de Uganda, además de Godfrey Walusimbi, Ibrahim Juma y Mike Mutyaba.

## Carrera internacional
Fue convocado para el seleccionado sub-20 en el 2007 y luego de 2 partidos como capitán fue llamado al seleccionado mayor por Csaba László.